# Institut du cerveau et de la moelle épinière
O Institut du cerveau et de la moelle épinière é uma fundação francesa privada, sem fins lucrativos, dedicada ao estudo do cérebro e de doenças neurológicas ou psiquiátricas (Alzheimer, Parkinson, distonia, epilepsia, esclerose múltipla, acidente vascular cerebral, câncer, demência, depressão, transtorno obsessivo-compulsivo, autismo, etc.), bem como na medula espinhal (paraplegia, quadriplegia, etc.).
Foi fundada em 24 de setembro de 2010, no local do hospital Pitié-Salpêtrière; e reúne 600 pesquisadores, engenheiros e técnicos.

## Membros fundadores
O ICM reúne personalidades de todas as esferas da vida (medicina, esporte, comércio, cinema, etc.) e que colocaram suas diversas áreas de especialização ao serviço da Fundação: Gérard Saillant (Presidente do ICM), Yves Agid (diretor científico), Olivier Lyon-Caen, Luc Besson, Louis Camilleri, Jean Glavany, Maurice Lévy, Jean-Pierre Martel, Max Mosley, Lindsay Owen-Jones, Michael Schumacher, Jean Todt, David de Rothschild e Serge Weinberg.
Os patrocinadores do ICM são Jean Reno e Michelle Yeoh.

## Incubadora IPEPS
O ICM hospeda uma incubadora de negócios. Em dezembro de 2019, mais de 27 empresas estavam alojadas nesta incubadora.